# منو به خونه ببر
«منو به خونه ببر» (انگلیسی: Walk Me Home) ترانه‌ای از خواننده و ترانه‌نویس آمریکایی پینک است که برای هشتمین آلبوم استودیویی‌اش ضبط شده است. انتشار این ترانه در طی یک مصاحبه با شوی الن دی‌جنرس اعلام شد. این ترانه در ۲۰ فوریه ۲۰۱۹ به‌عنوان تک‌آهنگ لید آلبوم توسط آرسی‌ای رکوردز منتشر شد.